# Gallirallus torquatus
El rascón acollarado (Hypotaenidia torquata, sin.: Gallirallus torquatus) es una especie de ave gruiforme de la familia Rallidae que habita en el Sudeste Asiático más oriental.

## Distribución
Se encuentra en las islas Filipinas y del este de Indonesia, ocupando Célebes, el extremo occidental de Nueva Guinea y algunas pequeñas islas cercanas.